# 吓死爹妹子
吓死爹妹子（英語：Overly Attached Girlfriend）是一個在YouTube影片「JB Fanvideo」首次出現的網絡爆紅虛構人物。該段影片原本是一段戲仿比賽的參影片，由YouTube用戶莉納於2012年6月6日上傳。

## 成為網絡迷因
吓死爹妹子於Youtube影片「JB Fanvideo」首次亮相，該段影片是於2012年6月6日由YouTube用戶莉納上傳的。起初，該段影片是一部用來參加賈斯汀·比伯《男朋友》戲仿比賽「女朋友」的影片。可是，該段影片卻被視為是為了諷刺賈斯汀·比伯而作的。在影片開始時，一名女性正在展露一個固定的笑容。這個「固定的笑容」便成為了影片的象徵。而該歌曲的歌詞則與在Facebook跟踪男友有關。該影片在上傳後不久即為社交新聞網站reddit所注意，並於上傳的第一日迅速累積了逾170,000次觀看次數。此影片令到上傳者莉納成為一名網絡紅人。截至2013年10月19日，莉納已擁有逾878,000名訂閱者，並且累積影片觀看次數已超越10,100,000次。儘管她的用戶名仍然是「wzr0173」，但顯示出來的用戶名已變成了「莉納」。
隨著影片爆紅，吓死爹妹子便成為了一個網絡迷因，尤以該「固定的笑容」為最。而這些網絡迷因大多以圖片的形式出現，並將影片中的女性描述為一位跟蹤狂、嫉妒的傢伙和為愛人而不顧一切的女性。這些圖片也在社交網站上迅速傳播。並被重製成各種東西。
因為影片獲得極大的回響，莉納便決定繼續製作同類影片，並且每個星期會更新一次。除了吓死爹妹子系列影片外，莉納還會製作其他類型的影片，如慈善籌款和採訪。影片發佈一年後，莉納已有595,000名訂閱者和76,500,000次累積觀看次數。而該影片本身也累積逾16,000,000次觀看次數。

## 吓死爹妹子系列
於2012年6月18日，莉納上傳發另一段影片。這次，影片中戲仿的對象並非賈斯汀·比伯的歌，而是卡莉·蕾·杰普森的單曲《有空叩我》。這段影片也變得非常流行。除了《有空叩我》，莉納還製作了多個戲仿影片，其中包括後街男孩的《As Long as You Love Me》、艾薇兒·拉維尼的《女朋友》、凱莎的《Your Love Is My Drug》、泰勒·史薇芙特的《与我同在》等等。而莉納於2012年12月17日和2013年1月14日上傳的了泰勒·斯威夫特《我们再也回不去了》和一世代《What Makes You Beautiful》的戲仿影片則並非吓死爹妹子系列影片。於2013年6月6日，為了慶祝吓死爹妹子一周年紀念，莉納上傳了一部關於影片概覽、觀眾反應和電視露面的影片。於2013年6月13日，她上傳了她的首個政治影片。該影片的戲仿對象為美国国歌《星条旗》。在影片中，莉納指出她正在透過Skype、Facebook和Google監視觀眾們。這個影片實係諷刺美國用來監視全球的稜鏡計畫。

## 吓死爹妹子的身份
上傳吓死爹妹子影片的用戶莉納是其真實名稱，本名為莉納·莫里斯（Laina Morris）。莫里斯生於1991年6月22日，出生於登頓。於2012年，莉納被Mashable列為「15位因互聯網而聞名的人」之一。
莉納曾經嘗試展露自己一個更溫和的，更好玩的一面，但仍無法擺脫其「吓死爹妹子」的形象。莉納亦曾製作多種影片，如慈善籌款影片和喜劇影片，但仍然無助於改善形象。
於2012年11月12日，莉納為三星840 SSD製作了一部名為「吓死爹電腦」的廣告。該廣告的評價好壞參半：部份人稱讚她能夠利用網絡迷因找到工作，而部份人則批評她是在銷售自己。

## 外部連結
- wzr0713（页面存档备份，存于） — YouTube
- laina622（页面存档备份，存于） — Facebook
- laina622（页面存档备份，存于） — Twitter
- lainaoag — Tumblr